# Breathe (Pink Floyd sang)
 For alternative betydninger, se Breathe. (Se også artikler, som begynder med Breathe)
"Breathe" er det andet nummer fra det britiske progressive rockband Pink Floyds album Dark Side of the Moon fra 1973.

## Komposition
Sangens klang og dynamik er stille. Den er 2 minutter og 48 sekunder lang. Det er den første sang på albummet med sangtekst og indledes af skriget i slutningen af sangen "Speak to Me". Sangen handler om en gammel mand, der taler til et nyfødt barn. Han fortæller barnet, at det skal trække vejret, og derefter skal vie sit liv til at arbejde, som i linjen "Run, rabbit, run / Dig that hole / Forget the sun."
Siden "Speak to Me" fører direkte ind i denne sang, spilles de ofte sammen i radioen.

## Trivia
- Afhængig af film- og albumudgaven vil en synkroniseret afspilning af albummet Dark Side of the Moon og filmen "Troldmanden fra Oz" vise Dorothy være tæt på at miste balancen mens hun går langs hegnet, præcist samtidig med at linjen "Balanced on the biggest wave" synges i denne sang.